# かつまゆう
かつま ゆう（旧名：渡邊 正幸（わたなべ まさゆき）、5月3日 - ）は、日本の男性声優。千葉県出身。血液型はB型。
以前はオフィスPAC、ヴィーヴ、ムーブマンに所属していた。
2006年11月11日に、名前を「かつまゆう」に改名。平仮名表記なのは「渡邊」の字が書きづらいとディレクターに指摘されたため。

## 経歴・人物
武蔵工業大学（現：東京都市大学）工学部機械工学科卒業後、会社員として働くが、28歳の時、一大決心をし、パフォーミング・アート・センターの門をたたく。
一旦、父親の仕事の都合により、現場を離れるが、懇意にしてくれていた春日一伸の紹介でヴィーヴに所属する。
合気道の有段者でもある。

## 出演
太字はメインキャラクター。

### ゲーム
- 三洋パチンコパラダイス11 〜新海とさらば銀玉の狼〜（柏崎会長）
- 絶体絶命都市2 -凍てついた記憶たち-（篠原一弥）
- パチパラ12 〜大海と夏の思い出〜（朝倉徹）
- パチパラ13 〜スーパー海とパチプロ風雲録〜（浅野慎治）
- 必殺裏稼業（鳶の辰）
- ブロックス倶楽部 with バンピートロット（ダンディリオン）
- ポンコツ浪漫大活劇バンピートロット（ダンディリオン）

### 吹き替え
- アースブレイク
- アグリー・ベティ（スティーブ）
- ギルモア・ガールズ（カーク）
- The O.C.（ブラッド、ロン）
- サーフズ・アップ
- シティ・オブ・ゴッド TVシリーズ（マドゥルガルド）
- 市民ケーン（サッチャー）
- 007 カジノ・ロワイヤル ※ソフト版
- 春のワルツ（運転手）
- ファイナル・オプション（ヘーゲン大尉）※DVD版
- ペナルティ・パパ（審判）
- 黙示録 神の暗号を解く（アステロット）
- 40歳の童貞男 完全無修正版（困った客）
- ワイルド・レーサー（アレックス）

### ラジオ
- ポンコツラジオ（2006年4月〜）

### テレビドラマ
- リバースエッジ 大川端探偵社 第7話（2014年5月31日、テレビ東京） - 劇団員 役